# Colmo (Collio)
Colmo già Cum (in sloveno Hum; in friulano Cum) è un insediamento della Slovenia situato all'interno del comune del Collio.

## Geografia fisica
La località è situata nella parte sud-orientale del Collio sloveno a 196,8 metri s.l.m. ed a 1,3 chilometri dal confine italiano. È sede di una delle 15 comunità locali in cui è suddiviso il comune del Collio, ed esprime 7 consiglieri all'assemblea comunale delle comunità locali.
L'insediamento è costituito anche dagli agglomerati di Kucelj e Osredek.
Sotto il dominio asburgico era nota con i toponimi di Cum e di Hum. Dal punto di vista amministrativo fu dapprima all'interno dell'enclave di Quisca (Kviško o Kojsko) nel comune catastale di San Martino (Sv. Martin o St.Martin), che divenne poi nel corso del XIX secolo il comune di San Martino-Quisca (S.Martin-Quisca, Sv. Martin-Kviško). Nel 1920, in seguito al trattato di Rapallo, venne annesso al Regno d'Italia assieme al resto della Venezia Giulia, rimanendo nel comune di San Martino-Quisca, inquadrato dapprima nella Provincia del Friuli e poi in quella di Gorizia. Nel 1923 il suo nome venne modificato in Colmo.
Nel 1947, in seguito al Trattato di Parigi, venne annesso alla Jugoslavia, divenendo poi nel 1991 parte della Slovenia.

### Alture principali
M.te Napani, m 269; Počivalo, m 265; Korivc, m 230.

### Corsi d'acqua
torrente Piumizza (Pevmica); torrente Slanotech (Slatovnik).